# Lauritz Nørregaard
 Lauritz Nørregaard (1745 – 13. februar 1804) var en dansk jurist.
Lauritz Nørregaard blev født i København. Hans fader, Peter Larsen (Koch eller Kock?), der antog navnet Nørregaard efter sin fødegård i Jylland, kom som bondekarl til København og ejede senere et bekendt ølhus i Pilestræde, hvor agtbare borgermænd samledes. Moderen hed Johanne Marie.
Nørregaard blev student fra Frederiksborg Skole 1760 og søgte allerede som student erhverv ved manuduktion til juridisk eksamen. 1772 blev han juridisk kandidat, og samme år blev han af det juridiske fakultet på Københavns Universitet foreslået til at aflægge prøve sammen med Jacob Edvard Colbjørnsen og Andreas Bang til et ledigt professorat, som blev besat med Colbjørnsen.
1775 udnævntes han til sekretær ved protokollerne i Højesteret, 1782 desuden til professor designatus i det juridiske fakultet, i hvilket han siden 1779 havde tjent som adjunkt, 1787 til generalauditør ved Søetaten og 1795 tillige til deputeret i Admiralitetskollegiet. 1803 fritoges han for at tage del i den juridiske eksamen, men virkede i øvrigt som medlem af det juridiske fakultet og Konsistorium til sin død. Fra 1784 var han (extraordinær) assessor i Højesteret.
Omtrent 1792 ægtede han Anna Henriette Hagenau. Han døde i København. 1801 havde han fået konferensråds rang.
1776 udgav Nørregaard Natur- og Folkerettens første Grunde og 1784 samme bog i omarbejdet skikkelse som Naturrettens første Grunde (oversat til svensk af Lars P. Wählin 1796). End videre har han udgivet Forelæsninger over den danske og norske Privatret: I. Indledning og Personernes Ret (1781), II. Om Tingenes umiddelbare Ret eller
Ret i Tingen (1785), III. Om Tingenes middelbare Ret eller Ret til Tingen (1787), IV. Om Kriminalretten (1788), V og VI. Om Processen eller Rettergangsmaaden med Tillæg og Rettelser til alle Delene (1790-97), VII. Realregister (1799).
Slutningen af fremstillingen af processen (fra § 1822) er på Nørregaards foranledning skrevet af cand. juris Viborg. Til Nørregaards forelæsninger har A.S. Ørsted skrevet et supplement i 3 bind (1804-12).
1782 udgav Nørregaard Henrik Stampes og Frederik Christian Sevels Svar paa Spørgsmaal til det juridiske Fakultet.
Nørregaard anerkendtes som en særdeles dygtig docent. Hans bøger var klart skrevet og flittige arbejder på forgængeres grundlag, men næppe mere. Hans forelæsninger afløstes snart af Frederik Theodor Hurtigkarls og Ørsteds arbejder.